# Доминик, Евгения Владимировна
Евгения Владимировна Доминик — советский хозяйственный деятель, Герой Социалистического Труда.

## Биография
Родилась в 1938 году в селе Белобожница. Член КПСС.
В 1944—1990 — колхозница, звеньевая, бригадир колхоза имени Л. Украинки Чортковского района Тернопольской области.
Лауреат Государственной премии Украинской ССР за выдающиеся достижения в труде 1980 года.
Делегат XXVI съезда КПСС.
Заслуженный работник сельского хозяйства Украинской ССР (1985).
Указом Президиума Верховного Совета СССР от 17 августа 1988 года присвоено звание Героя Социалистического Труда с вручением ордена Ленина и золотой медали «Серп и Молот».
После 1991 года — руководитель фермерского хозяйства имени Леси Украинки Чортуовского района Тернопольской области.
Жила в Чортковском районе Тернопольской области.

## Награды и звания
- Герой Социалистического Труда (17.08.1988)
- Орден Ленина (17.07.1988)
- Орден Октябрьской Революции (04.03.1982)
- Орден Знак Почёта (27.12.1976)